# Paolo de Lalla
Paolo de Lalla, noto anche con lo pseudonimo di Paolo de Lalla Millul (Trieste, 5 ottobre 1940 – Napoli, 25 settembre 2019), è stato un giurista, filosofo, musicologo, scrittore e politologo italiano.

## Biografia

### La famiglia
Paolo de Lalla nasce a Trieste, figlio unico di Achille e Anna Millul.
Il padre, nato a Napoli da famiglia originaria di Tolve, aveva intrapreso la carriera militare, giungendo a ricoprire il grado di Tenente colonnello dell'esercito e congedandosi con il grado di Generale dell'esercito. Prese parte alla prima guerra mondiale nonché alla seconda guerra mondiale, dove rimase ferito alla spalla destra in Russia. Fu in seguito Dirigente dell'IRI (Istituto per la Ricostruzione Industriale). Achille de Lalla era figlio di Ludovico e di Maria Buonomo, figlia a sua volta di Alfonso Buonomo, compositore e musicista napoletano di fama.
La madre Anna (Roma 1902 - Napoli 1992) era, invece, nata a Roma in una famiglia alto borghese ebrea originaria di Livorno e discendente dal R Isaac Millul. Alla figura della madre, alla cui memoria in seguito avrebbe dedicato Evoluzione 2, de Lalla rimase legatissimo per tutta la vita. Inoltre, proprio in omaggio all'importanza della figura materna nella propria formazione, scelse di firmare tutte le proprie opere, che esulassero dall'ambito giuridico, con il doppio cognome de Lalla Millul.

### Gli anni della formazione
Giovanissimo si laurea in Giurisprudenza perseguendo la carriera universitaria e, appassionandosi alla Filosofia, fu allievo del filosofo logico-deontico polacco Jerzy Kalinowski di cui tradusse in italiano il saggio "Interpretazione giuridica e logica delle proposizioni normative".

### La Contestazione giovanile e il Maggio francese
A ventotto anni scappò a Parigi, prendendo parte al Maggio francese assieme a Daniel Cohn-Bendit e Jacques Sauvageot. Tuttavia, fu tra i primi ad intuire che il Partito Comunista francese non aveva alcuna seria intenzione politica di sostenere la Contestazione e, in anticipo sul fallimento dell'iniziativa giovanile, lasciò la Francia rientrando in Italia deluso.

### Gli interessi filosofici e musicali
Fu anche studioso di Evoluzionismo (scienze etno-antropologiche) e Politologia, e sarà proprio sulle sue teorie sull'Evoluzione umana e sul pensiero di Charles Darwin che scriverà l'opera Evoluzione 2 - Darwin e la selezione sessuale. Parallelamente agli studi giuridici e filosofico-evolutivi, coltiva la passione per la musica e si Diploma in Composizione presso il Conservatorio di San Pietro a Majella di Napoli, come allievo di Jacopo Napoli. Del de Lalla rimangono, infatti, diverse Sonate per pianoforte nonché composizioni di musica da camera.
Dopo un primo periodo di insegnamento presso l'Università di Siena, ricoprì per quasi un trentennio il ruolo di Docente Ordinario nel Dipartimento di Scienze Penalistiche, Criminologiche e Penitenziarie dell'Università degli Studi di Napoli Federico II, insegnando Diritto processuale penale sino al 2012 quando si congedò per sopraggiunti limiti d'età. A testimonianza del grande successo che riscuotevano i suoi corsi universitari, rimane la petizione indetta dagli studenti affinché il Senato Accademico li prorogasse per un biennio.

### Gli ultimi anni
Ritiratosi a vita privata, muore a Napoli nella tarda serata del 25 settembre 2019 d'infarto mentre attendeva alla redazione della sua ultima opera. Questa, rimasta inedita, si sarebbe intitolata Est Deus in nobis - Contributo alla Nuova Evangelizzazione e, nelle intenzioni dell'autore, avrebbe dovuto costituire il completamento della trilogia iniziata con Evoluzione 2 e proseguita con La Comunità Democratica. Dal 1992, anno della morte della madre, si era riavvicinato alla Chiesa cattolica e, proprio agli studi teologici e al pensiero filosofico di San Tommaso d'Aquino aveva dedicato gli ultimi anni della propria esistenza.

## Il pensiero giuridico
Convinto assertore della superiorità del Diritto pubblico rispetto a quello privato, si è sempre posto a tutela delle prerogative statuali.

## Il pensiero politico
Convinto assertore dei rischi della dilagante esterofilia in campo politico e fondamentalmente euroscettico negli ultimi anni di riavvicinamento al cattolicesimo, ideò un progetto di edificazione di un nuovo partito politico che, nelle sue teorizzazioni avrebbe assunto il nome di PARTITO CRISTIANO COMUNITARIO (DEMOCRATICO) ITALIANO PCC(D)I.

## Opere
- Il concetto legislativo di azione penale, Ed. Jovene, Napoli 1960
- La scelta del rito istruttorio, Ed. Jovene, Napoli 1971
- Logica delle Prove penali, Ed. Jovene Napoli 1973
- Saggio sulla specialità penale militare,Ed. Jovene, Napoli 1990
- Topografia politica della seconda repubblica, Edizioni Scientifiche Italiane Napoli 1994
- Idee per un "completamento istruttorio" del giudice nelle indagini preliminari in "Riv. it. dir. e proc. pen." 1994
- Evoluzione 2 - Darwin e la selezione sessuale, Ed. Salerno, Roma 2001
- Evoluzione e selezione - Temi e problemi del darwinismo, Edizioni Scientifiche Italiane, Napoli 2003
- La Comunità Democratica - idee per una politica nuova, Guida Editori, Napoli 2009
- Comunitarismo politico, Guida Editori, Napoli 2011
- Filosofia della musica occidentale, Guida Editori, Napoli 2013

## Composizioni musicali

### Per pianoforte
- Sonata n.° 1
- Suite "italiana"
- Sonata n.° 2
- Sonata n.° 3 "napoletana"

### Musica da camera
- Sonata per violino e violoncello
- Sonata per violino e pianoforte
- Sonata per violini, viola e violoncello